# Амбато
Амбато (шп. Ambato/San Juan Bautista de Ambato) је град у Еквадору, административни центар провинције Тунгурахуа. Становништво је око 354.000, чиме је град девети по броју становника у Еквадору.

## Историја града
На данашњој локацији, Амбато је основан 8. децембра 1698. године. Током историје свог постојања град је неколико пута био уништаван земљотресима, последњи пут 5. августа 1949. године.

## Географија и клима
Град се налази у централном делу Еквадора, на обали реке Амбато, на надморској висини од 2.577 м. Град лежи у дубокој долини Централних Кордиљера Анда. Из Амбата су јасно видљиве снежне капе многих вулкана: планине Котопаки, Тунгурахуа, Каригуараисо и Чимборазо.
Клима у Амбату је топла, упркос високом планинском положају. Просечне годишње температуре су 13 - 15 °C, најтоплији месеци су новембар и децембар.